# Lo Ovalle (station)
Lo Ovalle är en tunnelbanestation i tunnelbanesystemet Metro de Santiago i Santiago i Chile. Nästföljande station i riktning mot Vespucio Norte är Ciudad del Niño och i riktning mot La Cisterna El Parrón.